# La Croix-sur-Gartempe
La Croix-sur-Gartempe ist eine französische Gemeinde mit 163 Einwohnern (Stand 1. Januar 2022). Sie gehört zur Region Nouvelle-Aquitaine, zum Département Haute-Vienne, zum Arrondissement Bellac und zum Kanton Châteauponsac. Sie grenzt im Norden an Saint-Sornin-la-Marche, im Osten an Saint-Ouen-sur-Gartempe, im Süden an Peyrat-de-Bellac und im Westen an Saint-Bonnet-de-Bellac.

## Bevölkerungsentwicklung
| Jahr      | 1962 | 1968 | 1975 | 1982 | 1990 | 1999 | 2006 | 2013 |
| --------- | ---- | ---- | ---- | ---- | ---- | ---- | ---- | ---- |
| Einwohner | 331  | 274  | 221  | 189  | 204  | 186  | 177  | 188  |

## Sehenswürdigkeiten
- Heiligkreuz-Kirche
- Dolmen Chez Boucher